# Thomas Pinagier
Thomas Pinagier est un peintre de paysages français né à Paris en 1616, et mort dans la même ville le 6 janvier 1653.

## Biographie
Peu de renseignements sur cet artiste sont connus. 
Il a été un des premiers peintres à se rallier à Charles Le Brun lorsqu'il a créé l'Académie royale de peinture et de sculpture, le 1er février 1648. Il habite rue de Seine, en 1651, quand il signe le contrat de jonction entre les maîtres peintres et sculpteurs et les « académistes » dressé le 4 août.
Protestant, ami du peintre Samuel-Jacques Bernard (1615-1687), il est le parrain de son fils aîné, Samuel Bernard.